# ヨアヒム・ハンセン
ヨアヒム・ハンセン（Joachim Hansen、1930年6月28日 - 2007年9月13日）は、ドイツの俳優。ヨアヒム・ハンゼン表記もある。
1960年代から1970年代製作の映画で、ナチス・ドイツの親衛隊（SS）、武装親衛隊、ドイツ国防軍将校を演じていたことで知られる。
ブランデンブルク州フランクフルト で産まれ、ベルリンで亡くなった。

## 出演作品
- ルートヴィヒ2世 - ある王の栄光と没落（1955年）
- 撃墜王 アフリカの星（1957年） - ハンス・ヨアヒム・マルセイユ
- 壮烈第六軍!最後の戦線（1959年）
- パリは燃えているか（1966年）
- レマゲン鉄橋（1969年） - バウマン大尉（レマゲン鉄橋管理部隊、工兵中隊指揮官）
- 追想（1975年） - 大尉
- 鷲は舞いおりた（1976年）- 親衛隊中将
- ブラジルから来た少年（1978年） - ファスラー
- 戦争のはらわたII（1979年） - キストナー大尉
- 赤毛のアン（1985年） - ジョン・サドラー